# Luis F. Pérez (profesionista)
José Luis Felipe Pérez Flores (Santiago de Querétaro, Querétaro; 23 de agosto de 1872-Santiago de Querétaro; 4 de septiembre de 1971) fue un político, profesor, farmacéutico, escritor, periodista e ingeniero.

## Reseña biográfica
Luis Felipe Pérez Flores, nació en Querétaro en 1872.
En 1909 cuando residió en la Ciudad de México fue fabricante de especialidades farmacéuticas, inyecciones ascépticas en la Botica del Hospital de Jesús; pese a que no provenía de las familias de abolengo porfirianas, llegó a ser profesionista, quien como egresado del Colegio Civil del Estado de Querétaro hizo un prestigio profesional que lo llevó a ocupar el puesto de Secretario General de Gobierno del Estado de Querétaro, durante el período de Federico Montes.Estando en ese cargo  cuando Montes se vio precisado a apartarse temporalmente de su puesto gobernó su estado natal, del 28 de septiembre al 22 de octubre de 1915y, le tocó leer la nueva Constitución.
Cuando Abraham Araujo, gobernaba el estado de Querétaro fue nombrado delegado de la Asamblea General de Estudios de Problemas de Educación Secundaria y Preparatoria en México, D.F.; convocatoria que se fijó del 12 al 17 de noviembre de 1928.
En junio de 1929, como diputado local de Querétaro,participó en el debate que diera lugar al desafuero del gobernador Abraham Araujo, acusado de haber administrado erróneamente los fondos del erario.La Cámara local, compuesta por nueve diputados que conformaban, cuatro se opusieron a Araujo, mientras que los cuatro que permanecían leales a él eran dirigidos por el diputado el químico Luis F. Pérez; el diputado restante, Teodomiro Domínguez Paulín, estaba ausente en la primera deliberación, por lo que ambos grupos se acusaron mutuamente de haberlo secuestrado, finalmente dio su voto a favor de la oposición. Por su parte, la Secretaría de Gobernación también reconoció a la facción disidente y el 22 de junio se decidió el desafuero de Araujo; y se designó en su lugar a José B. Alcocer gobernador interino durante tres horas después.
Luis F. Pérez a pesar de la derrota, se mantuvo siempre firme a su causa, siendo la única persona que manifestó públicamente su desacuerdo con la Legislatura publicando en la revista Cauterio un artículo titulado "La política de Querétaro entre sábanas", donde denunciaba que la causa de la caída de Araujo era la decisión del presidente Emilio Portes Gil de llevar a la gubernatura a un concuño suyo, el coronel Ángel Vázquez Mellado. Esto no impidió que Vázquez Mellado asumiera la gubernatura de Querétaro el 25 de junio de 1929.
Fue designado rector del Colegio Civil del Estado de Querétaro,periodo que ocupó de enero de 1928 a junio de 1929,cuando renunció a tal cargo al ser también desaforado el gobernador Vázquez Mellado.
Falleció en la misma ciudad en que nació, en 1971, a los 99 años de edad.